# Kleine groensnavelmalkoha
De kleine groensnavelmalkoha (Phaenicophaeus viridirostris) is een koekoekssoort uit het geslacht Phaenicophaeus.

## Beschrijving
De kleine groensnavelmalkoha lijkt op de grote groensnavelmalkoha maar heeft een blauwgroene washuid rond het oog en is kleiner.

## Verspreiding en leefgebied
De kleine groensnavelmalkoha komt voor in het zuidelijk deel van India en op Sri Lanka. Het is een vogel van halfopen bosgebieden en terreinen met struikgewas.

## Status
De kleine groensnavelmalkoha heeft een ruim verspreidingsgebied en de grootte van de populatie is niet gekwantificeerd. Er is geen aanleiding te veronderstellen dat de soort in aantal achteruit gaat. Daarom staat deze malkoha als niet bedreigd op de Rode Lijst van de IUCN.